# Silvano Contini
Silvano Contini, född 15 januari 1958 i Leggiuno, är en tidigare professionell tävlingscyklist från Italien. Han var professionell mellan 1978 och 1990.
Han främsta meriter är vinst i Liège-Bastogne-Liège 1982 och Grand Prix du Midi Libre 1985. Under sin karriär vann han också flera etapper under Giro d'Italia, Paris-Nice och Romandiet runt.

## Meriter
|  | 1978 6:a i Giro dell'Emilia 1979 Vinnare av Giro del Lazio Vinnare av Gran Piemonte 2:a i Giro di Lombardia 2:a i Trofeo Matteotti 3:a totalt i Giro di Puglia 3:a i Giro dell'Emilia 3:a i Giro dell'Umbria 3:a i Giro del Veneto 5:a totalt i Giro d'Italia Vinnare av ungdomstävlingen 6:a totalt i Tour de Romandie 6:a i Giro di Romagna 7:a i Coppa Placci 1980 Vinnare av GP Industria e Commercio di Prato Vinnare av etapp 7 i Giro d'Italia Vinnare av Gran Premio Città di Camaiore Vinnare av Trofeo Matteotti Vinnare totalt av Cronostaffetta 2:a totalt i Tour de Romandie Vinnare av etapp 3 2:a totalt i Ruota d'Oro Vinnare av etapp 3 3:a i Tre Valli Varesine 3:a i Giro del Veneto 3:a i Coppa Placci 3:a i Giro di Campania 3:a i Milano–Vignola 4:a i GP Montelupo 5:a totalt i Paris–Nice 7:a i GP Industria e Artigianato 7:a i Giro di Toscana 8:a totalt i Giro di Sardegna 8:a i Giro di Lombardia 8:a i Giro dell'Emilia 8:a i Giro del Lazio 10:a i Milano–Torino 10:a i Trofeo Laigueglia | 1981 Vinnare totalt av Baskien runt Vinnare av etapperna 3, 4 och 5b Vinnare totalt av Deutschland Tour Vinnare av etapp 1 Paris–Nice 3:a i Giro dell'Emilia 3:a i Giro del Veneto 3:a i Trofeo Pantalica 4:a totalt i Giro d'Italia 4:a i Coppa Ugo Agostoni 4:a i Giro dell'Appennino 4:a i Trofeo Laigueglia 10:a i Züri Metzgete 1982 Vinnare av Liège–Bastogne–Liège Vinnare av Coppa Bernocchi Vinnare av Visp–Grächen Vinnare av etapp 7a Postgirot Open 2:a i Giro dell'Emilia 3:a totalt i Giro d'Italia Vinnare av etapperna 6 och 17 3:a totalt i Tour de Romandie 3:a i GP Industria e Artigianato 4:a totalt i Setmana Catalana de Ciclisme Vinnare av etapperna 3 och 4 4:a i Giro di Romagna 6:a i Coppa Ugo Agostoni 7:a i Milano–Sanremo 8:a i Gent–Wevelgem 9:a i GP de Fourmies 10:a totalt i Tirreno–Adriatico 1983 Vinnare av Trofeo Baracchi (med Daniel Gisiger) Vinnare av Giro del Lazio Vinnare av etapp 1 (TTT) Giro d'Italia 2:a i Tre Valli Varesine 5:a i Paris–Tours 6:a i GP Industria e Commercio di Prato | 1984 Vinnare av Coppa Sabatini 2:a i linjelopp vid Italienska mästerskapen 3:a i Giro dell'Umbria 6:a totalt i Tour Méditerranéen 6:a i Giro dell'Etna 9:a i Giro di Lombardia 10:a totalt i Settimana Internazionale di Coppi e Bartali 1985 Vinnare totalt av Grand Prix du Midi Libre Vinnare av etapp 1 Vinnare totalt av Tour de l'Aude Vinnare av etapp 1 Vinnare totalt av Giro di Puglia Vinnare totalt av Ruota d'Oro Vinnare av Coppa Placci 2:a totalt i Giro del Trentino 6:a i Giro di Lombardia 7:a totalt i Giro d'Italia 7:a totalt i Tirreno–Adriatico 8:a i Firenze–Pistoia 1986 4:a i Grand Prix de Wallonie 1987 Vinnare av Giro dell'Umbria 3:a i Trofeo Pantalica 5:a i Coppa Placci 6:a totalt i Settimana Internazionale di Coppi e Bartali 9:a totalt i Route du Sud 1988 Vinnare totalt av Trofeo dello Scalatore Vinnare av etapp 3 2:a i Giro di Toscana 5:a i Giro dell'Emilia 9:a i Tre Valli Varesine 9:a totalt i Giro del Trentino 10:a i Coppa Placci 1989 2:a totalt i Vuelta a Murcia Vinnare av etapp 5a |

## Stall
- 1978–1979 Bianchi-Faema
- 1980–1984 Bianchi-Piaggio
- 1985 Ariostea
- 1986 Gis Gelati
- 1987 Del Tongo
- 1988 Malvor-Bottecchia
- 1989 Malvor-Sidi
- 1990 Gis Gelati-Juvenes San Marino